# Филлипс, Джон (геолог)
Джон Филлипс (25 декабря 1800 — 24 апреля 1874) — английский геолог, профессор Оксфордского университета.
Разработал периодизацию геологических эпох (1841).

## Биография

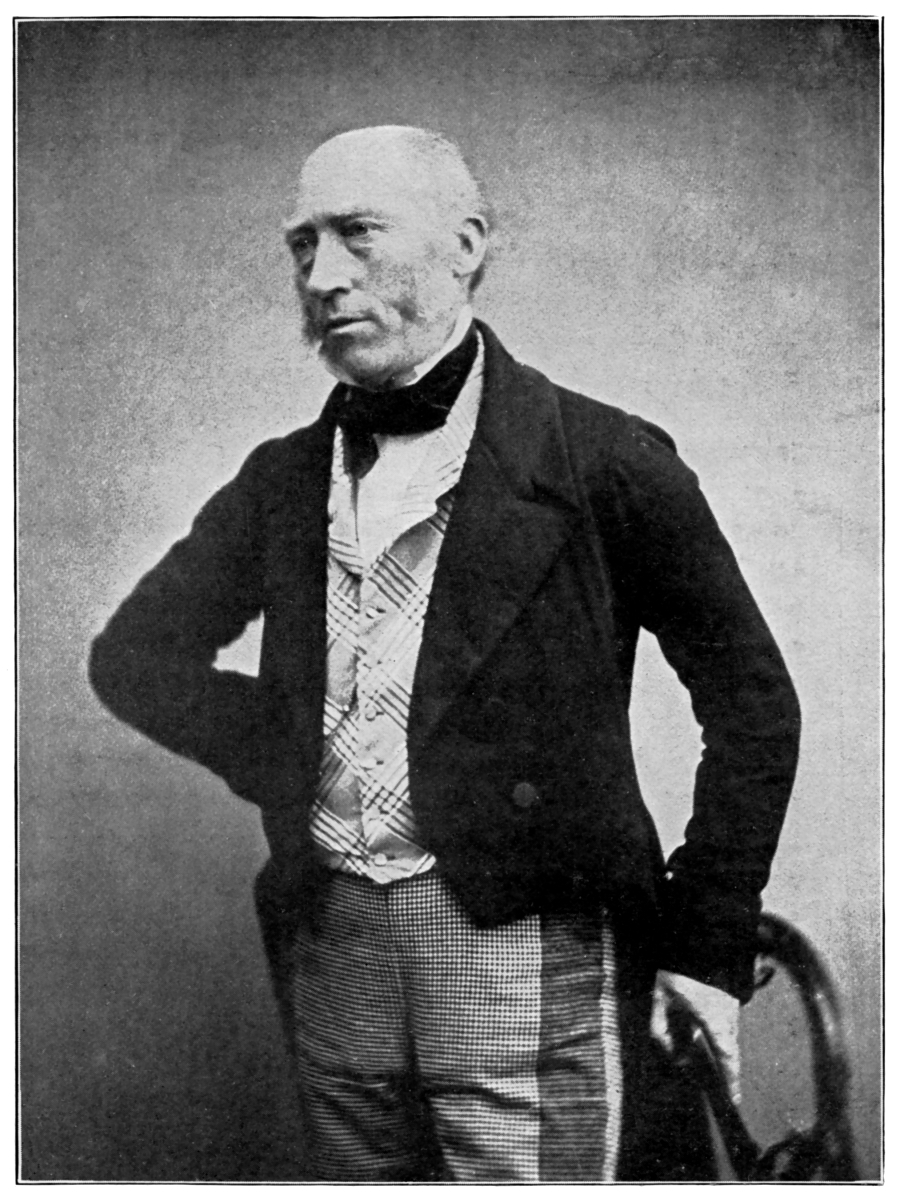
Джон Филлипс

Родился 25 декабря 1800 года в Уилтшире в семье валлийского происхождения.
Потерял родителей в детстве и воспитывался дядей, известным геологом Уильямом Смитом, который привил племяннику любовь к палеонтологии и стратиграфии.
В 1859—1860 годах был президентом Геологического общества Лондона.
В 1865 году был президентом Британской научной ассоциации (British Association for the Advancement of Science).
Ввёл геологические понятия и термины:
- кайнозой
- мезозой
- четвертичный период.

Скончался 24 апреля 1874 года.

## Награды и премии
- 1845 — Медаль Волластона.

## Членство в организациях
- Геологическое общество Лондона
- Лондонское королевское общество
- Британская научная ассоциация.

## Память
- Филлипс (лунный кратер) — в 1935 году Международный астрономический союз присвоил имя Джона Филлипса кратеру на видимой стороне Луны.